# Heinz Schneiter
Heinz Schneiter (Thun, 12 april 1935 - 6 juli 2017) was een Zwitsers voetballer die speelde als verdediger.

## Carrière
Schneiter maakte zijn profdebuut in 1954 bij FC Thun. Bij deze club speelde hij twee seizoenen alvorens te gaan spelen voor BSC Young Boys. Met de club uit Bazel werd hij vier jaar op rij landskampioen van 1957 tot en met 1960 en kon hij de beker veroveren in 1958. Met zijn volgende club Lausanne-Sport zou hij ook landskampioen worden in 1965 en de beker veroveren in 1964. Zijn carrière sloot hij af bij FC Thun.
Hij speelde 44 interlands voor Zwitserland waarin hij drie keer kon scoren. Met zijn land nam hij deel aan het WK 1962 in Chili en aan het WK 1966 in Engeland.
In de laatste jaren van zijn spelersloopbaan combineerde hij het voetballen met de functie van coach. Dit van 1967 tot 1969 bij FC Thun, hierna ging hij twee jaar aan de slag als coach bij BSC Young Boys.

## Erelijst
- BSC Young Boys
  - Landskampioen: 1957, 1958, 1959, 1960
  - Zwitserse voetbalbeker: 1958
- Lausanne-Sport
  - Landskampioen: 1965
  - Zwitserse voetbalbeker: 1964